# Pungeleria corax
Pungeleria corax là một loài bướm đêm trong họ Geometridae.